# Assassin's Creed Valhalla
Assassin's Creed Valhalla (укр. Кредо Асасина: Вальгалла) — багатоплатформна відеогра жанру рольового бойовика та стелс, розроблена компанією «Ubisoft» та видана 17 листопада 2020 року. Є дванадцятою грою в серії відеоігор Assassin's Creed.
Основні події гри розгортаються в добу вікінгів. У 873 році нашої ери Ейвор (чоловік або жінка) приводить своїх однодумців з Норвегії на оселення у середньовічній Англії. Це призводить до конфлікту з англосаксонськими королівствами. Виборюючи незалежність для свого королівства, Ейвор виявляє, що за цими подіями стоїть таємний Орден Стародавніх і план зниклої цивілізації ісу на своє відродження. Як і попередні ігри в серії, Вальгалла містить також сюжету лінію у сучасному світі, яка слідує за Лейлою Гассан, героїнею, яка вже з'являлась у Assassin's Creed Origins та Assassin's Creed Odyssey.

## Ігровий процес
Ця гра зосереджена на експансії вікінгів у IX столітті нашої ери та відбувається за Ейвора — чоловіка або жінку на вибір гравців. Пропонується обрати стать персонажа на початку, або доручити це комп'ютеру. Тоді в певних сценах Ейвор поставатиме або чоловіком, або жінкою — як відповідніше до ситуації. Підгрунтям слугує те, що в ДНК людини, опізнаної як Ейвор, не збереглося інформації про стать.
Ейвор, виконуючи завдання інших персонажів, будує нове майбутнє для свого клану. Світ гри поділений на кілька королівств і князівств, у кожному з яких є свій набір завдань. Центральним є Равенсторп — молоде королівство, засноване вікінгами в Англії, куди Ейвор повертається, щоб отримати нові завдання та винагороду.
Бойова система поглиблена механікою витривалості. Витривалість витрачається на блокування ворожих ударів, ухиляння та сильні удари. Як в Odyssey, адреналін накопичується в бою і дозволяє потім виконати особливу потужну атаку. Функцію «Орлиного зору» тут виконує ручний ворон Сунін, з допомогою якого Ейвор бачить з висоти де розташовані об'єкти, що становлять інтерес.
Зі зброї Ейвор може користуватися сокирами (одноручними та дворучними), мечами, кістенями, бойовими молотами, списами, луками, а також захищатися щитами. Дозволяється брати по зброї в кожну руку. В ковалів зброя і броня вдосконалюються за добуті ресурси. Як і в попередній грі, знаходячи стародавні реліквії (в цій грі представлені римськими старожитностями) чи здобуваючи мисливські трофеї, можна отримати нове оформлення для своєї зброї та спорядження.
Щоб добути ресурси для розбудови Рейвенсторпа, Ейвор з соратниками можуть здійснювати набіги на окремі локації, наприклад, селища та монастирі. До деяких можна дістатися, використовуючи корабель. У Рейвенсторпі потім зводяться споруди, які приносять певну користь. Так, кузня дозволяє вдосконалювати зброю, бараки — наймати нових воїнів, стайня — брати коней для їзди верхи, корабельня (верф) — удосконалювати корабель тощо. Крім того, Рейвенсторп можна просто прикрашати.

## Сюжет

Англія 878 року нашої ери, у розпал експансії вікінгів (близько часу, коли відбудеться події гри; на карті наявні деякі королівства, які може відвідати Ейвор)

Тут наведено основний сюжет гри за Ейвора-чоловіка.
Через рік після знайдення Лейлою Гассан Скіпетра Гермеса магнітне поле Землі починає спотворюватись, впливаючи на орбітальні супутники та клімат. Асасини отримують таємничий сигнал, що веде до Новій Англії, де Лейла Гассан, Шон Гастінгс і Ребекка Крейн знаходять поховання вікінгів. Лейла користується пристроєм «Анімусом», щоб переглянути спогади вікінга, сховані в його генетичній пам'яті.
У Норвегії 855 року під час бенкету на честь короля Стурбйорна з клану Ворона, на поселення нападає воєначальник-вигнанець Кьотве Жорстокий. Дитина Ейвор Варінсдоттір намагається допомогти відбити атаку. Батько Ейвора, Варін, здається в обмін на безпеку свого народу, що його дружина вважає за ганебний вчинок. Кьотве вбиває Варіна та, не дотримавшись обіцянки, починає в місті різанину. Ейвор рятується завдяки Сігурду, сину Стурбйорна. Опинившись у лісі, Ейвор втрачає коня і зазнає нападу вовка, але переживає видіння, що прикликає двох воронів, завдяки яким Ейвор убиває вовка. В цей момент «Анімус» дає збій, оскільки не може зчитати інформацію про стать дитини. Система пропонує Лейлі та гравцям обрати: вважати, що Ейвор хлопчик або дівчинка.
Минає 17 років, дорослий Ейвор, усиновлений Стурбйорном та його кланом, в ході переслідування Кьотве опиняється в полоні. Йому вдається втекти та розшукати своїх товаришів, а потім повести їх у контратаку. Хоча Кьотве тікає, Ейвору вдається отримати батькову сокиру. Доторкнувшись до сокири, Ейвор бачить видіння про бога Одіна, що приводить його до провидиці Валки. Провидиця показує Ейвору інше видіння, де Сігурд втрачає руку, а потім його зжерає міфічний вовк Фенрір. Валка тлумачить видіння так, що Ейвор зрадить Сігурда. Але той відмовляється в це повірити.
Стурбьйорн сварить Ейвора за необдуманий напад на Кьотве, адже це загрожує стати приводом для відкритої війни, яку клан не зможе виграти. Сігурд тим часом повертається з дворічного походу разом з загадковими іноземцями з Візантії — асасинами Басімом і Хайтамом. Сігурд дарує Ейвору прихований клинок, подарунок від Басіма. Ейвор одягає його на зовнішній бік руки, щоб битися відкрито і не відрізати палець, як це роблять асасини.
Вікінги, попри наказ Стурбйорна, нападають на Кьотве та відвойовують селище клану Воронів. Потім прибуває король Гаральд, який пропонує підтримку в усуненні Кьотве. Басім і Хайтам пояснюють Ейвору, що вони пішли за Сігурдом до Норвегії, щоб убити Кьотве, але погоджуються аби саме Ейвор убив його. Гаральд надсилає на підмогу свої війська, Сігурд веде армію на штурм твердині Кьотве. Ейвор приєднується до штурму та вбиває Кьотве в бою.
Після перемоги Гаральд оголошує про намір об'єднати всю Норвегію в єдине королівство під своєю владою. Стербьйорн присягає Гаральду на вірність, чим обурює Сігурда, який очікував успадкувати корону свого батька. Сігурд з Ейвором забирають вірних їм людей і пливуть в Англію, щоб заснувати там власне королівство.
Клан Ворона поселяється в занедбаному таборі вікінгів у Мерсії і називає його Рейвенсторп. За допомоги Ейвора клан укладає союзи з місцевими кланами вікінгів та саксонськими королівствами. Ейвор зустрічає таких лідерів, як Івар, Гальфдан і Убба Рагнарссон, гутрум та Кеольвульф Мерсійський. Тим часом Хайтам розкриває, що їхні вороги, Орден Стародавніх, мають влив у Англії. Асасини звертається за допомогою до Ейвора, щоб той усунув представників Ордена в містах Лондон, Йорвік та Вінчестер. У пошуках цілей Ейвор отриує підказки від невідомої особи, що працює під псевдонімом «Бідний соратник Христа».
Валка дає Ейвору еліксир, який спричиняє видіння, де вікінг потрапляє в Асгард і виявляє себе Одіном, який намагається запобігти Рагнареку. В бога Локі виявляється незаконно народжений син Фенрір, що постає в подобі вовка. За жорстокість щодо нього, Локі вбиває Одінового сина Бальдра. Одін бачить, що відвернути кінець світу неможливо, тому вирушає до Йотунгейму, щоб отримати чарівний мед, який дозволить богам переродитися в нових тілах після Рагнареку. Повернувшись до Асгарду та зв'язавши Фенріра, Одін та інші боги — включаючи Тора, Тюра та Фрею — випивають мед та передають свої душі дереву Іггдрасілль. Локі вони забороняють брати участь у ритуалі. Лейла розуміє, що ці видіння насправді показують загибель у давнину цивілізації ісу, а Іггдрасіль — це суперкомп'ютер, з допомогою якого ісу намагалися обрахувати спосіб порятунку від сонячного спалаху. Одін завдяки напрацюванням Міневри зміг завантажити свідомість себе та своїх колег в Іггдрасіль, щоб потім перенести їх у тіла людей (зародки яких містяться в капсулах біля Іггдрасіля). Лейла здогадується, що Локі теж отримав переродження, убивши Бальдра та зайнявши його місце при перенесенні свідомості.
Сігурд і Басім виявляють реліквію ісу під назвою Камінь Саг, під впливом якої Сігурд виявляє, що він — перероджений бог. Однак перш ніж він розповідає деталі, його захоплює Фулке, фанатична слуга Ордена та піддана короля Альфреда Вессекського, щоб з його допомогою контролювати інші реліквії ісу. Ейвор і Басім переслідують Фулке до її твердині і вбивають. Однак, Фулке встигає відрубати Сігурду його праву руку.
Сігурд повертається до Норвегії разом з Ейвором. Від матері Валки, Свали, вони дізнаються про прихований храм ісу та вирушають туди, щоб довідатися більше про причини своїх видінь. Там Ейвор і Сігурд підключаються до Іггдрасіля, що переносить їх у симуляцію Вальгалли. Та побачивши там свого батька, Ейвор усвідомлює, що у Вальгаллі він бачить власні мрії. Басім повідомляє, що Ейвор, Сігурд і він сам є реінкарнаціями Одіна, Тюра та Локі відповідно. Басім, зрозумівши, що Ейвор — це колишній Одін, нападає на нього, але Ейвору за допомогою Сігурда вдається силоміць підключити Басіма до симуляції, тим самим знешкодивши.
Сігурд відмовляється від керівництва кланом Ворона та передає владу Ейвору. Той може обрати — лишитися в Норвегії, або слідувати за Ейвором назад до Англії. В Англії Ейвор та союзники приєднуються до нападу Гутрума на Вессекс. Незважаючи на великі втрати, об'єднані датсько-саксонські сили перемагають Альфреда в битві під Чіппенгемом, змушуючи його тікати. Пізніше Ейвор вистежує Альфреда, який переховується під виглядом простолюдина в селі Ателіні. Ейвор розкриває, що Альфред є не лише Великим магістром Ордена Стародавніх, але й «Бідним соратником Христа». Альфред розповідає як успадкував главенство в Ордені від свого брата та батька, але обурений діями Ордена проти християнства, вирішив знищити Орден зсередини. Після знищення Ордена Стародавніх, він планує створити новий богобоязливий орден — який в майбутньому стане орденом тамплієрів.
В сучасності асасини дізнаються зі спогадів Ейвора, що зміни магнітного поля є результатом активації Дезмондом Майлзом веж ісу, що захистили планету від сонячного спалаху в 2012 році. Вони досі діють, тому щоб повернути поле до нормального стану, Лейла вирушає до норвезького храму, відвіданого раніше Ейвором. Лейла входить у симуляцію Вальгалли та зустрічає там Басіма. Той повідомляє, що саме він надіслав координати поховання Ейвора, і вказує Лейлі як стабілізувати магнітне поле. Лейла виконує інструкції, що супроводжується викидом радіації. Це, в свою чергу, звільняє Басіма. Далі Лейла стикається в симуляції з істотою Читачем, що виявляється оцифрованою копією Дезмонда. Читач показує їй дерево Іггдрасіль як схему розвилок історії, які він тепер досліджує, щоб обрати оптимальне майбутнє для людства. Тим часом Басім викрадає Скіпетр Гермеса, в якому міститься свідомість його коханої Алетейї, лікується силою Скіпетра та покидає храм. Лейла, зрозумівши, що без Скіпетра вона загине від радіації, вирішує лишитися у симуляції, щоб допомагати Читачеві. Згодом Басім зустрічається з Шоном та Ребеккою та просить зустрітися з Вільямом Майлзом. Після того, як вони йдуть, Басім користується «Анімусом», щоб розшукати своїх зниклих дітей.

## Головні персонажі
- Ейвор (чол. голос: Маґнус Бруун[da]; жін. голос: Сесілі Стенспіль[5]) — головний герой, або героїня, гри. Вікінг-асасин, який брав участь у нападах на Англію. Має прихований клинок, який використовує у бою проти англосаксів. Є реінкарнацією Одіна — представника Першої Цивілізації (Ісу).
  - ворон Сунін
- Сігурд Стурбьорнссон (Гудмундур Торвальдссон) — зведений брат Ейвор, син вождя Стурбьорна, який свого часу прихистив Ейвор в дитячому віці після нападу ворожого клану. Є реінкарнацією ісу Тюра — сина Одіна.
- Басім ібн Ісхак (Карло Рота)— член прото-асасинів, союзник Ейвор та Сігурда. Прибув у Норвегію разом із Сігурдом з Константинополя. Є реінкарнацією ісу Локі — бога підступності.
- Альфред I Великий (Том Льюїс) — король Вессекса (871 — 886) і англосаксів (886 — 899), який боронив Англію від навали вікінгів. Заклав фундамент майбутнього Англійського королівства.
- Одін — один із представників ісу, головний бог Асгарду
- Лейла Гассан — героїня сучасності, яка вивчає минуле. Учасниця Братства асасинів і колишня співробітниця «Абстерго Індастріз». Раніше вона була вимушена покинути «Абстерго» після замаху тамплієрів на її життя, згодом після цього Вільям Майлз — лідер Братства асасинів — запросив її у Братство.

## Розробка
У квітні 2019 року, у мережу просочилася робоча назва гри — Assassin's Creed Kingdom (укр. Королівство). Пізніше з'явились чутки, що гра буде називатися Assassin's Creed Ragnarök (укр. Рагнарок). Ubisoft нібито затизерили сетинг гри плакатом, розміщеним на одній з локацій у Tom Clancy's The Division 2 (2019). Проте в березні 2020 року наративний директор Assassin's Creed Valhalla Дарбі Макдевітт повідомив, що це був випадковий збіг.
Критична та комерційна невдача Tom Clancy's Ghost Recon Breakpoint (2019) — інша інтелектуальна власність «Ubisoft», яка була випущена у 2019 році — спонукала студію переглянути розробку своїх майбутніх проєктів та підхід до них, серед цих проєктів була гра Assassin's Creed Valhalla.

## Доповнення
Гнів друїдів  (англ. Wrath of the Druids) — видане 13 березня 2021 року, присвячене пригодам у Ірландії, де діє жорстокий культ друїдів, Дітей Дану. Доповнення пропонує захоплювати ірландські кільцеві фортеці та заручатися підтримкою гельських королів і контрабандистів.
За сюжетом, у 879 році Ейвор прибуває до берегів Ірландії на запрошення свого двоюрідного брата Баріда МакІмайра, короля Дубліна. Їм вдається врятувати майбутнього короля Фланна від замаху, скоєного друїдами. Проте друїди викрадають священну книгу, яку Ейвор розшукує та повертає в церкву, де вона зберігалася досі. Абат Еоган, який таємно керує Дітьми Дану, підлаштовує отруєння ірландських солдатів так, щоб звинувачення впали на Баріда. Ейвор шукає допомоги в друїдки Сіари та вбиває друїдського воєначальника, чий амулет може допомогти в лікуванні. Потім Ейвор перериває контрабандні поставки зброї Дітям Дану та вбиває лідерів культу.
Еоган мобілізує всі свої військові сили, щоб скинути Фланна, вбити Ейвора та захопити Сіару. Його армія штурмує місто Ольстер, яке вдається відстояти, проте Барід виявляється смертельно поранений і невдовзі помирає, передавши своє королівство малому синові Сіхфріту. Фланн збирає війська для контратаки, що проривається в цитадель Еогана. Фланн і Ейвор убивають абата, а залишки його культу розпадаються.
Облога Парижа  (англ. The Siege of Paris) — видане 12 серпня 2021 року, присвячене облозі Парижа вікінгами 885—886 років. Оскільки основна дія доповнення відбувається і Парижі, ігровий процес тут більше схожий на той, що був у ранніх іграх серії, включаючи елементи паркуру та приховування.
Ейвор вирушає до Франції після того, як племінниця короля Зігфреда, Тока, прибуває в Англію з франкським бійцем опору П'єром. Вони розповідають про величезні багатства, які можна розграбувати в Парижі, але справжня причина візиту полягає в тому, що Тока прагне знайти підтримку для свого дядька, який поклявся помститися імператору Франкської імперії Карлу Товстому за вбивство свого брата. Тож Ейвору доводиться потай шукати союзників П'єра в самому Парижі. Карл Товстий зрештою, щоб зберегти владу, дозволяє вікінгам плисти далі по Сені, де ті здійснюють набіг на Бургундію.
Зустріч, призначена долею (англ. A Fated Encounter) — безкоштовне доповнення, видане 14 грудня 2021 року, що описує зустріч Ейвора з Кассандрою, протагоністкою Odyssey.
У 887 році Ейвор припливає на острів Скай після повідомлення від провидиці Едіт, що місцеві жителі страждають від сильних кошмарів. Шукаючи джерело кошмарів, Ейвор стикається з Кассандрою, що прийшла за артефактом, який спричиняє жорстокість і божевілля в людей навколо. Ейвор і Кассандра погоджуються працювати разом, щоб знайти артефакт. Разом з тим Ейвор не довіряє їй і розуміє, що саме прибуття Кассандри на острів активувало артефакт. Ейвор знаходить цей пристрій, Едемське яблуко, проте провокує божевільних воїнів напасти на нього. Кассандра рятує Ейвора, вимкнувши пристрій. Лишившись у  добрих стосунках, вони продовжують свої подорожі поокремо.
Світанок Рагнареку (англ. Dawn of Ragnarök) — видане 10 березня 2022, зображає міфічні події та пропонує зіграти за Одіна, що розшукує свого сина Бальдра. Доповнення розраховане на проходження в пізніх етапах гри. Одін має нову для Assassin's Creed Valhalla механіку: він володіє чарівною наручею, за допомогою якої викрадає сили в ворогів, керує вогнем або морозом, маскується під ворогів і перетворюється на тварин. Окрім того доповнення надає новий вид зброї, атгейр, і арени, де пропонується проходити випробування.
Після того, як сина Одіна та Фрігг, Бальдра, викрадає воєначальник Муспельгейму Суртур, вони вирушають до Свартальфгейму, щоб врятувати його. Одін бореться зі Суртуром, але зазнає поразки, а Фрігг убиває дружина Суртура Сінмара. Покиненого на смерть Одіна рятують гноми, а той згодом рятує лідера гномів Івальді від сина Суртра, Глода, якого вбиває. Сподіваючись змусити Суртура віддати Бальдра, Одін намагається захопити його дочку Ейсу. Хоча Ейса тікає, Одін дізнається про потужну реліквію під назвою Салакар, яку шукає Суртур. Одін знаходить Салакар раніше, ніж Суртур, і отримує прихильність Ейси.
Сінмара погоджується обміняти Бальдра на Салакар. Однак під час обміну виявляється, що Бальдр — це переодягнений йотун. Одін переслідує Сінмару і знаходить справжнього Бальдра вже мертвого. Сінмара вбиває Ейсу за її зраду, а слідом Одін убиває Сінмару. Потім Одін вирушає вслід за Суртуром і перемагає його за допомогою Салакара. Здійснивши помсту за сина, він повертається до Івальді, щоб повідомити йому про свою перемогу. Замість лідера гномів Одін зустрічає Гіррокіна, яка попереджає його, що смерть Суртура поклала початок кінцеві світу, Рагнареку. Одін клянеться пережити кінець світу.
Остання частина (англ. The Last Chapter) — видане 29 жовтня 2022 року, це останнє і безкоштовне доповнення до Assassin's Creed Valhalla, події якого прямо передують сюжету Assassin's Creed Mirage.
Ейвор усвідомлює, що не зможе постійно пригнічувати в собі особистість Одіна. Тому він вирушає в подорож з метою зрозуміти ким він був у минулому житті. Попрощавшись зі всіма своїми друзями та союзниками, Ейвор відхиляє пропозиції приєднатися до Прихованих або тамплієрів, і вирушає до Вінланда. Там Ейвор проводить свої останні роки, розмовляючи з Одіном, який розповідає про катаклізм, який знищив більшість ісу, і про свої перевтілення протягом століть.
У сучасності Басім переглядає генетичну пам'ять Ейвора та розуміє, що зв’язок Ейвора з Одіном відрізняється від його власного зв’язку з Локі. Потім Басім зустрічається в Анімусі з Вільямом Майлзом, який ставить умову: вони працюватимуть разом, якщо Вільям отримає зразок генетичного матеріалу Басіма.

## Маркетинг
Пандемія коронавірусної хвороби 2019—2020 викликала скасування виставки «Electronic Entertainment Expo» 2020 року, яка традиційно була головною платформою для розробників, щоб анонсувати свої майбутні відеоігри. Через це видавець гри, «Ubisoft», повністю перейшов на цифрові платформи та соцмережі, щоб там анонсувати та представити свої майбутні проєкти. 29 квітня 2020 року Ubisoft провели трансляцію на якій відомий художник Bosslogic розробляв постер до нової гри у франшизі Assassin's Creed, яка завершилась показом повного постера, який демонстрував, що у грі будуть вікінги та події відбуватимуться у Скандинавії та Англії середини XI століття (1066 рік, за чутками). Наприкінці трансляції також був анонсований реліз повного трейлера гри, який відбувся наступного дня, 30 квітня 2020 року, о 18:00 (UTC+2).

## Видання
|                                  | Видання  | Видання | Видання | Видання  | Видання     |
| Вміст                            | Standard | Drakkar | Gold    | Ultimate | Collector's |
| -------------------------------- | -------- | ------- | ------- | -------- | ----------- |
| Диск з грою                      | Так      | Так     | Так     | Так      | Так         |
| Контент у грі                    |          |         |         |          |             |
| The Season Pass                  | Ні       | Ні      | Так     | Так      | Так         |
| The Berserker Settlement Pack    | Ні       | Ні      | Так     | Так      | Так         |
| The Berserker Longship Pack      | Ні       | Так     | Ні      | Так      | Так         |
| The Set of Runes                 | Ні       | Так     | Ні      | Так      | Так         |
| Raven Skin з Berserker Gear Pack | Ні       | Так     | Ні      | Так      | Так         |
| The Berserker Gear Pack          | Ні       | Ні      | Ні      | Так      | Так         |
| Фізичний контент                 |          |         |         |          |             |
| 30-см статуя дівчини Ейвор       | Ні       | Ні      | Ні      | Ні       | Так         |
| 5-см статуя вікінга Ейвора       | Ні       | Ні      | Ні      | Ні       | Так         |
| Ексклюзивний стілбук             | Ні       | Ні      | Ні      | Ні       | Так         |
| Ексклюзивна коробка              | Ні       | Ні      | Ні      | Ні       | Так         |
| 3 літографії                     | Ні       | Ні      | Ні      | Ні       | Так         |
| Саундтрек з гри                  | Ні       | Ні      | Ні      | Ні       | Так         |

## Оцінки й відгуки
| Агрегатор  | Оцінка                                                      |
| ---------- | ----------------------------------------------------------- |
| Metacritic | PC: 83/100 PS4: 80/100 PS5: 84/100 XONE: 82/100 XSX: 84/100 |

| Видання        | Оцінка  |
| -------------- | ------- |
| Game Informer  | 9.25/10 |
| GamePro        | 65/100  |
| GameRevolution | [ 28 ]  |
| GameSpot       | 8/10    |
| GamesRadar+    | [ 30 ]  |
| Hardcore Gamer | 4/5     |
| IGN            | 8/10    |
| PC Gamer (США) | 92/100  |

Assassin's Creed Valhalla зібрала на агрегаторі Metacritic середні оцінки 83/100 у версії для ПК, 80/100 для PlayStation 4, 84/100 для PlayStation 5, 82/100 для Xbox One та 84/100 для Xbox Series X.
Стівен Месснер з PC Gamer відгукнувся: «…невеликі вдосконалення роблять Valhalla привабливішою та веселішою, ніж Odyssey. Трансформація Assassin's Creed у повнофункціональну RPG не була рівномірною, особливо тому, що такі функції, як стелс, почуваються приреченими на застій, тоді як інші аспекти набагато кращають. Але Valhalla досягає успіху на стількох рівнях, що легко пробачити випадки, коли цього не вдається».
Бретт Македонські з Destructoid відзначив: «Хоча Assassin's Creed Valhalla впадає у загальну рутину, не обійшлося і без моментів, гідних вигуку „ох, дідько!“… Вона імітує формулу Odyssey, але робить крок назад майже в усьому. Вона жертвує історією заради масштабу. Її розроблено, щоб перешкоджати стелсу на користь епічних битв. Це вірно для досвіду вікінгів, але не вірно для досвіду Assassin's Creed. Ось чому виходить так, що вона відчувається найменш важливою грою у всій серії. Вражаюча деякими досягненнями, але все одно несуттєва».
Згідно з Камероном Гокінзом із DualShockers, «Assassin's Creed Valhalla — це не та Assassin's Creed, яку я хотів, але це новий золотий стандарт для ігор франшизи. Кожна її частина відчувається значущою, незалежно від того, що її складає — герої, історія, світ чи культура. Почавши, я не був особливо схвильований історичним періодом та норвезькою культурою, яка поширена в сучасних ЗМІ. Проте, я лишився у захваті, бажаючи вчитися більше, ніж будь-коли раніше. Assassin's Creed Valhalla стане ігровим досвідом, який залишиться зі мною на довгі роки».